# Château de Miki
Le château de Miki (三木城, Mikijō) est un ancien château japonais qui se situait dans la ville de Miki dans la préfecture de Hyōgo au Japon.

## Histoire
Construit par Bessho Nagaharu vers 1492, le château de Miki est l'objet d'un siège du printemps 1578 au mois de janvier 1580 au cours duquel Toyotomi Hideyoshi coupe la ligne de ravitaillement à Bessho Nagaharu, un obligé du clan Mōri. Toyotomi s'empare finalement du château mais Bessho se suicide à l'âge de 27 ans et Araki Murashige, seigneur d'Itami, s'échappe pour rejoindre le clan Mōri.

## Source de la traduction
- (en) Cet article est partiellement ou en totalité issu de l’article de Wikipédia en anglais intitulé « Miki Castle » (voir la liste des auteurs).